# Chlorocardium venenosum
Chlorocardium venenosum är en lagerväxtart som först beskrevs av Kosterm. & Pinkley, och fick sitt nu gällande namn av J.G. Rohwer, H.G. Richter & H. van der Werff. Chlorocardium venenosum ingår i släktet Chlorocardium och familjen lagerväxter. Inga underarter finns listade i Catalogue of Life.